# Пајонир (Ајова)
Пајонир (енгл. Pioneer) град је у америчкој савезној држави Ајова. По попису становништва из 2010. у њему је живело 23 становника.

## Демографија
Према попису становништва из 2010. у граду је живело 23 становника, што је 2 (9,5%) становника више него 2000. године.
| Група             | 2000.       | 2010.      |
| Белци             | 21 (100.0%) | 22 (95,7%) |
| Афроамериканци    | 0 (0,0%)    | 1 (4,3%)   |
| Азијати           | 0 (0,0%)    | 0 (0,0%)   |
| Хиспаноамериканци | 0 (0,0%)    | 0 (0,0%)   |
| Укупно            | 21          | 23         |